# Trafalgar Square
Trafalgar Square behoort samen met Piccadilly Circus en Leicester Square tot de bekendste pleinen in Londen. Het plein werd in 1840 voltooid.
Het is genoemd naar de slag bij Trafalgar van 1805 waarbij Horatio Nelson een Spaans-Franse vloot van Napoleon Bonaparte versloeg. Bij dit zeegevecht kwam admiraal Nelson om het leven. Hij ligt begraven in St. Paul's Cathedral. Door de overwinning op Napoleon kon het Verenigd Koninkrijk voor vele jaren zijn heerschappij over de zeeën vestigen.

## Inrichting
Op het midden van het plein staat Nelson's Column. Deze zuil is ongeveer 50 meter hoog. Bovenop staat het beeld van Nelson, 5,5 meter hoog. Onderaan de zuil zijn vier bronzen reliëfs bevestigd. Deze beelden vier van admiraal Nelson's zeeslagen uit. Nelson's Column wordt omgeven door vier bronzen leeuwen ontworpen door Edwin Landseer en geplaatst door Marocchetti. De leeuwen werden in 1868 voltooid.
Ook op het plein, ten noorden van Nelson's Column, staan twee fonteinen. Zij werden ontworpen door Edwin Lutyens in de periode 1937-1939, ter vervanging van twee oudere fonteinen, die zich inmiddels bevinden in Canada. De fonteinen zijn monumenten ter ere van de admiralen John Jellicoe (west) en David Beatty (oost).
Verder bevindt zich er de kerk St. Martin-in-the-Fields en het wereldberoemde museum National Gallery. Naar het zuiden toe verlaat men het plein via Whitehall; in westelijke richting loopt men via The Mall naar Buckingham Palace. Aan Trafalgar Square liggen ook een aantal ambassades, waaronder die van Zuid-Afrika.

## Sokkels
In de hoeken van het plein staan vier sokkels (plinths) voor standbeelden. Ze dragen de beelden van George IV, Henry Havelock en Charles James Napier. De vierde sokkel (fourth plinth) is om financiële redenen leeg gebleven en wordt sinds 1999 gebruikt voor kunstdemonstraties.